# 焦吉诺市镇
焦吉诺市镇（俄语：Джогинское муниципальное образование）是俄罗斯联邦伊尔库茨克州泰舍特区所属的一个市镇。其下辖有3个居民点，行政中心为焦吉诺。据2016年统计，该市镇的人口为1104人。